# Abu Dhabi International Tennis Centre
O International Tennis Centre, também conhecido como Abu Dhabi International Tennis Complex, é uma arena esportiva em Abu Dhabi, nos Emirados Árabes Unidos.
O complexo foi inaugurado em 2004 como parte da "Zayed Sports City". Tem capacidade para 5.000 lugares na quadra central e 600 na quadra 2. A cidade esportiva possui outras três grandes instalações esportivas e de lazer.

## Construção
A ideia de um complexo esportivo em Abu Dhabi foi apresentada pelo Zayed bin Sultan al Nahayan, o falecido ex-presidente dos Emirados Árabes Unidos, e pelo Xeque Khalifa bin Zayed al Nahyan, o presidente em exercício. Os Municípios de Abu Dhabi e o Departamento de Planejamento Urbano receberam a tarefa de construir um Complexo de Tênis que rivalizasse com todos os outros locais.

## Torneios
O primeiro torneio realizado no local foi o "Abu Dhabi Professional Tennis Tournament 2006", que fez parte da "ATP futures series" em 2006. Em 2009, um evento de exibição profissional, o "Capitala World Tennis Championship", foi realizado pela primeira vez, com seis dos os dez melhores jogadores do mundo presentes. A cidade esportiva possui outras três grandes instalações esportivas e de lazer. O local também sedia o Abu Dhabi Open, torneio WTA 500.